# Nature Physics
Nature Physics (abrégé en Nat. Phys.) est une revue scientifique à comité de lecture spécialisée dans les aspects de la recherche en physique. Nature Physics est une revue de haut niveau publiée en anglais une fois par mois depuis octobre 2005.
D'après le Journal Citation Reports, le facteur d'impact de ce journal était de 20,147 en 2014. Actuellement, la direction éditoriale est assurée par Alison Wright